# Merced Theatre

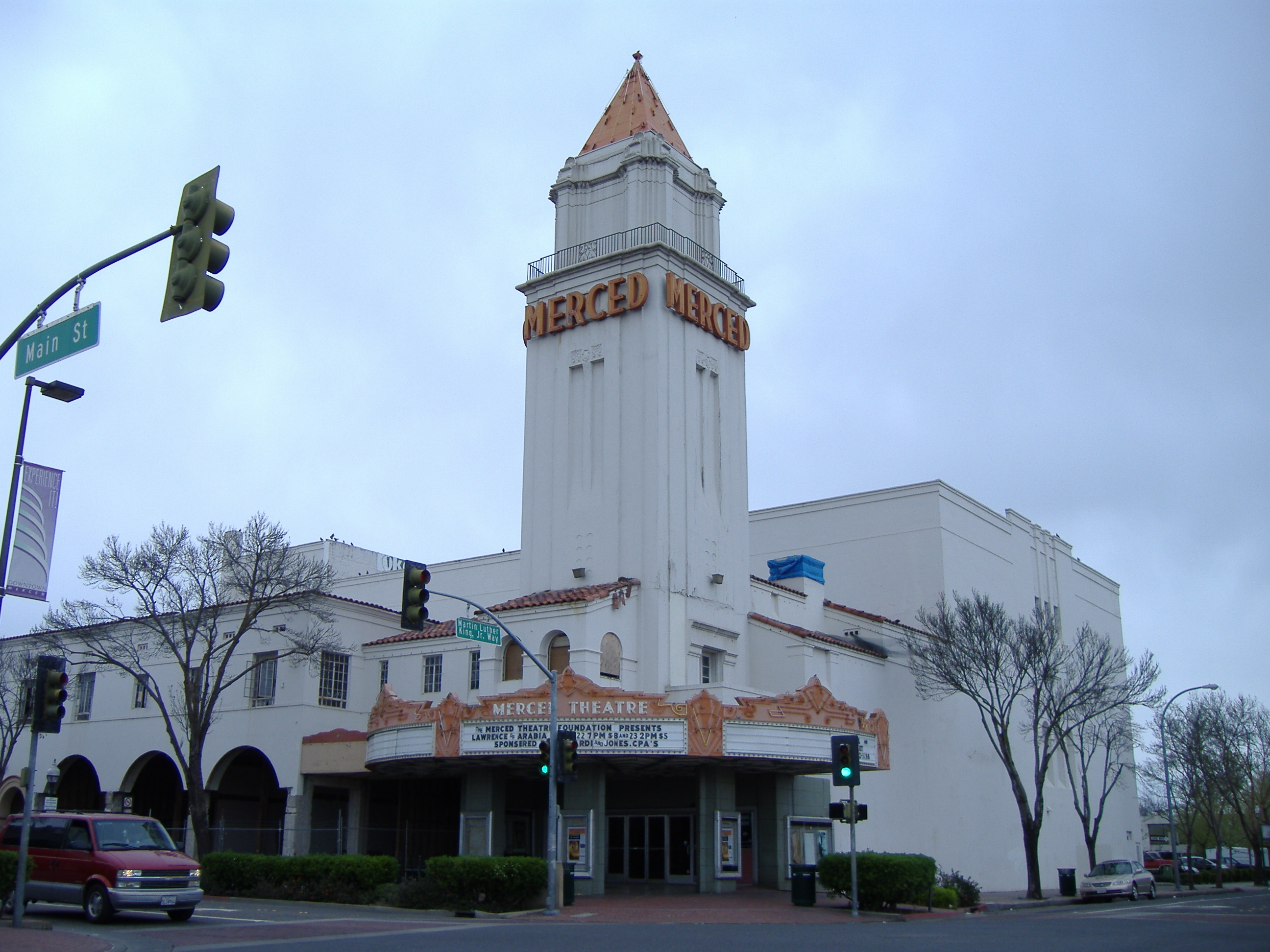
Merced Theatre

Das Merced Theatre ist ein Theatergebäude in 301 W. 17th Street, an der Kreuzung von Main Street und Martin Luther King Way in Merced, Kalifornien. Das Theater ist bedeutend wegen seiner Rolle als soziales und kulturelles Zentrum von Merced von der Weltwirtschaftskrise bis in die Zeit nach dem Zweiten Weltkrieg sowie für die Architektur des Spanish Colonial Revival. Das 1931 errichtete Bauwerk wurde am 1. Mai 2009 als Denkmal in das National Register of Historic Places aufgenommen.

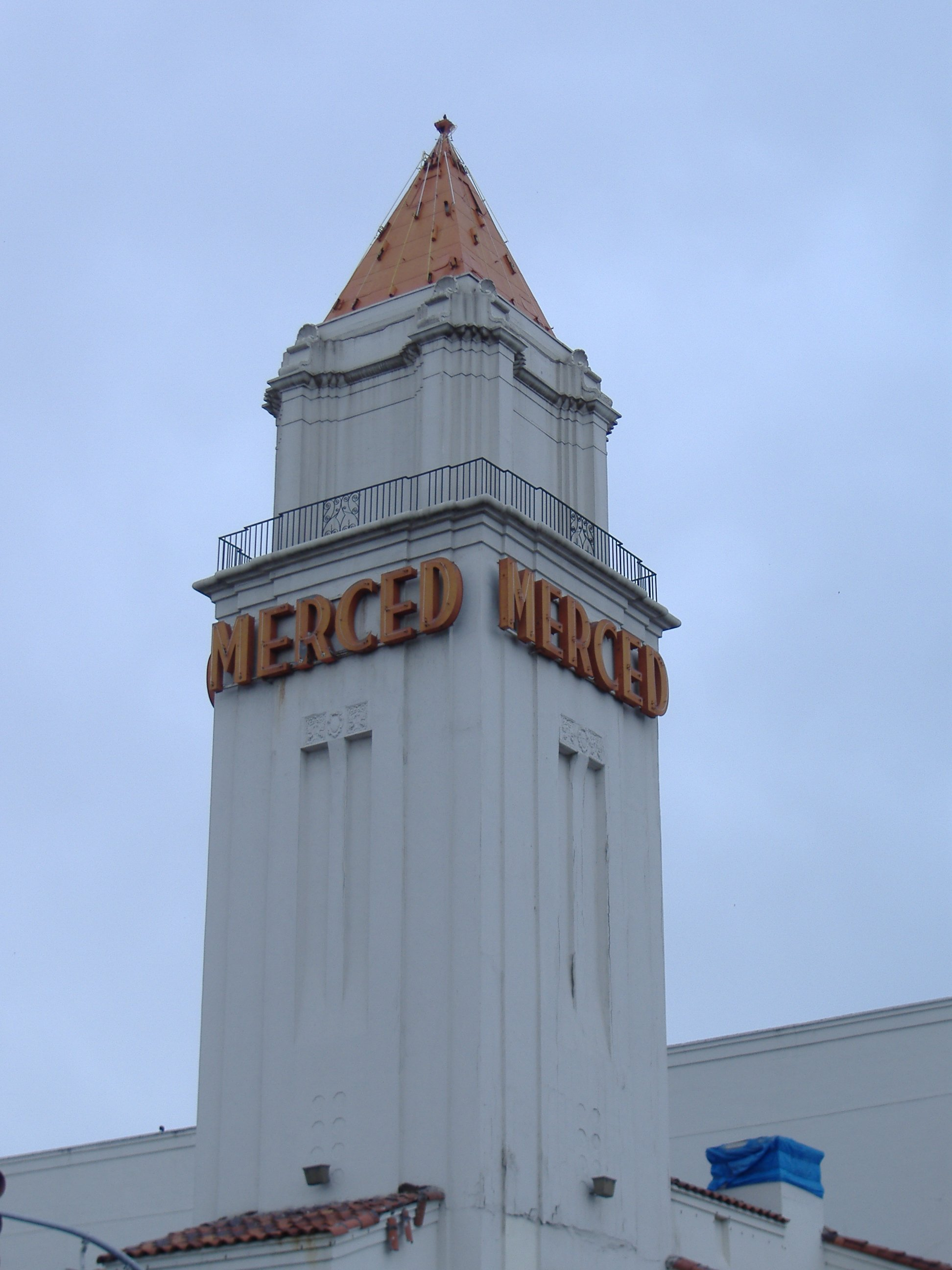
Merced Theatre (nah)

Die Golden State Theatre Company beauftragte die Gebrüder Reid aus San Francisco damit, das Merced Theatre zu entwerfen. Ein anderes nennenswertes Gebäude, dass die Reids entworfen hatten, war das Hotel del Coronado in San Diego. Dabei kam die zu dem Zeitpunkt modernste Projektions- und Tontechnik zur Anwendung und das Theater verfügte über eine Klimaanlage; es war so das historisch zweite Gebäude in Merced, das mit einer Klimaanlage ausgestattet war. Sie verwendeten schlossähnliche Fassaden und Ventilatoren, die künstlich erzeugte Wolken an den mit Sternen verzierten Decken vorbeijagen, um eine dramatische Atmosphäre zu erzeugen.
Der Bauunternehmer Gian Battista Pasqualetti verbaute Stahl von den Golden Gate Iron Works, Schmiedeeisen der San Jose Iron Works und Kacheln der Hispano Maresque Tile Company in Los Angeles und realisierte den Plan der Reid Brothers für das mehrstöckige Gebäude, das aus einer Stahlrahmenkonstruktion und Stahlbeton besteht. Die Wände sind verputzt. Ein 100 Fuß (rund 30 m) hoher Turm erhebt sich über das Vordach am Eingang und die orangen Blockbuchstaben MERCED sind mehrere Kilometer weit sichtbar.
In der Lobby befindet sich ein Wandgemälde des in den Niederlanden geborenen Künstlers Antoon Bonaventure Heinsbergen. Es zeigt eine Szenerie aus der spanischen Kolonialzeit. Die Möblierung besteht unter anderem aus Sofas und Stühlen im Stil dieser Zeit. Ursprünglich hatte das Theater 1645 Sitze für Zuschauer, die Filmaufführungen und Live-Darbietungen verfolgen konnten.